# Ana Rodrigues
Ana de Pinho Rodrigues (São João da Madeira, 21 aprile 1994) è una nuotatrice portoghese.

## Palmarès
| Anno | Manifestazione            | Sede      | Evento    | Risultato | Prestazione | Note |
| ---- | ------------------------- | --------- | --------- | --------- | ----------- | ---- |
| 2010 | Giochi olimpici giovanili | Singapore | 50m rana  | Bronzo    | 32"49       |      |
| 2012 | Giochi olimpici           | Londra    | 100m rana | 35ª (q)   | 1'10"62     |      |
| 2022 | Giochi del mediterraneo   | Orano     | 50m rana  | Argento   | 31"31       |      |